# 1759
| [ Edytuj tabelę ]              | |
| Król Polski                    | - 1733 August III Sas 1763 |
| Emir Afganistanu               | - 1747 Ahmed Szah Abdali (padyszach) 1772 |
| Współksiążęta Andory           | - 1757 Francesc Josep Catalán de Ocón 1762 - 1715 Ludwik XV 1774                                                                                   |
| Elektor Bawarii                | - 1745 Maksymilian III Józef 1777 |
| Sułtan Brunei                  | - 1745 Hussin Kamaluddin 1762 |
| Cesarz Chin                    | - 1735 Qianlong 1796 |
| Król Czech                     | - 1743 Maria Teresa 1780 |
| Król Danii                     | - 1746 Fryderyk V 1766 |
| Dalajlama                      | - 1758 Jamphel Gjaco 1804 |
| Cesarz Etiopii                 | - 1755 Joas I 1769 |
| Król Francji                   | - 1715 Ludwik XV 1774 |
| Król Hiszpanii                 | - 1746 Ferdynand VI 1759 - 1759 Karol III 1788 |
| Landgraf Hesji-Kassel          | - 1751 Wilhelm VIII Heski 1760 |
| Stadhouder Holandii            | - 1751 Wilhelm V Orański 1795 |
| Szach Iranu                    | - 1750 Karim Chan 1779 |
| Państwo Wielkich Mogołów       | - 1754 Alamgir II 1759 - 1759 Shah Alam II 1806 |
| Król Irlandii                  | - 1727 Jerzy II Hanowerski 1760 |
| Cesarz Japonii                 | - 1747 Momozono 1762 |
| Kalif                          | - 1757 Mustafa III 1773 |
| Patriarcha Konstantynopola     | - 1757 Serafim II 1761 |
| Władca Korei                   | - 1724 Yŏngjo 1776 |
| Książę Kurlandii i Semigalii   | - 1759 Karol Krystian Wettyn 1763 |
| Emir Kuwejtu                   | - 1752 Sabah I 1762 |
| Książę Liechtensteinu          | - 1748 Józef Wacław 1772 |
| Sułtan Maroka                  | - 1757 Muhammad III 1790 |
| Książę Monako                  | - 1733 Honoriusz III 1793 |
| Król Nawarry                   | - 1710 Ludwik XV 1774 |
| Król Norwegii                  | - 1746 Fryderyk V 1766 |
| Sułtan Omanu                   | - 1749 Ahmad ibn Sa’id 1783 |
| Elektor Palatynatu             | - 1742 Karol IV Teodor 1799 |
| Papież                         | - 1758 Klemens XIII 1769 |
| Książę Parmy i Piacenzy        | - 1748 Filip 1765 |
| Król Portugalii                | - 1750 Józef 1777 |
| Król w Prusach                 | - 1740 Fryderyk II Wielki 1772 |
| Car Rosji                      | - 1741 Elżbieta 1762 |
| Cesarz Rzymski (niemiecki)     | - 1745 Franciszek I Lotaryński 1765 |
| Kapitanowie Regenci San Marino | - 1758 Giovanni Maria Giangi Giuseppe Franzoni 1759 - 1759 Giacomo Begni Pompeo Zoli 1759 - 1759 Giovanni Antonio Leonardelli Filippo Fazzini 1760 |
| Elektor Saksonii               | - 1733 Fryderyk August II (król Polski) 1763 |
| Król Sardynii                  | - 1730 Karol Emanuel III 1773 |
| Król Szwecji                   | - 1751 Adolf Fryderyk 1771 |
| Król Tajlandii                 | - 1758 Suriyamarin 1767 |
| Sułtan Turków                  | - 1757 Mustafa III 1774 |
| Doża Wenecji                   | - 1752 Francesco Loredano 1762 |
| Król Węgier                    | - 1740 Maria Teresa 1780 |
| Monarcha Wielkiej Brytanii     | - 1727 Jerzy II 1760 |
| Premier Wielkiej Brytanii      | - 1757 Thomas Pelham-Holles 1762 |

Rok 1759 / MDCCLIX
stulecia: XVII wiek ~
XVIII wiek ~
XIX wiek

lata: 1749 «
1754 «
1755 «
1756 «
1757 «
1758 «
1759
» 1760
» 1761
» 1762
» 1763
» 1764
» 1769

## Wydarzenia w Polsce
- 24 czerwca – wielki pożar Trzcianki w Wielkopolsce.

- Ignacy Krasicki przyjął święcenia kapłańskie.

## Wydarzenia na świecie
- 15 stycznia – w Londynie otwarto The British Museum.
- 13 marca – pojawiła się Kometa Halleya, co w 1682 roku przewidział Edmond Halley.
- 13 kwietnia – wojna siedmioletnia: zwycięstwo Francuzów nad wojskami brytyjsko-niemieckimi w bitwie pod Bergen.
- 23 kwietnia – wojna siedmioletnia: wojska brytyjskie zajęły francuską Gwadelupę.
- 26 czerwca – wojna siedmioletnia: wojska brytyjskie zdobyły i splądrowały wyspę Île d’Orléans leżącą w estuarium Rzeki Świętego Wawrzyńca na południowym wschodzie Quebecu.
- 27 czerwca – angielski generał James Wolfe wydał rozkaz oblężenia Québecu.
- 6 lipca – wojska brytyjskie rozpoczęły oblężenie francuskiego Fort Niagara.
- 19 lipca – w Sztokholmie spłonął kościół św. Marii Magdaleny i 300 innych budynków.
- 23 lipca – wojna siedmioletnia: zwycięstwo wojsk rosyjskich nad pruskimi w bitwie pod Kijami.
- 24 lipca – brytyjska wojna z Indianami i Francuzami: zwycięstwo Brytyjczyków w bitwie pod La Belle-Famille.
- 1 sierpnia – wojna siedmioletnia: zwycięstwo wojsk prusko-hanowersko-brytyjskich nad francuskimi w bitwie pod Minden.
- 12 sierpnia – wojna siedmioletnia: bitwa pod Kunowicami.
- 10 września – wojna siedmioletnia: na Zalewie Szczecińskim koło Nowego Warpna i Ueckermünde (obecnie pogranicze polsko-niemieckie) rozegrała się pierwsza w historii pruskiej floty bitwa morska. Starły się siły szwedzkie i pruskie. Bitwa zakończyła się zwycięstwem Szwecji, której flotyllą dowodził kapitan Rutensparne.
- 13 września – wojna siedmioletnia: wojska brytyjskie pokonały Francuzów w bitwie na Równinie Abrahama.
- 25 września – wojna siedmioletnia: zwycięstwo wojsk pruskich nad austriackimi w bitwie pod Hoyerswerda.
- 20 listopada – wojna siedmioletnia: miała miejsce bitwa w zatoce Quiberon.
- 21 listopada – wojna siedmioletnia: zwycięstwo Austriaków w bitwie pod Maxen.
- 4 grudnia – wojna siedmioletnia: bitwa pod Miśnią.

## Urodzili się
- 3, 4 lub 8 stycznia – Christian Genersich, teolog, mineralog i geolog badający Tatry (zm. 1825)
- 25 stycznia – Robert Burns, szkocki poeta, prekursor romantyzmu (zm. 1796)
- 20 marca – Francis Malbone, amerykański kupiec, polityk, senator ze stanu Rhode Island (zm. 1809)
- 19 kwietnia – Wojciech Mier, polski rotmistrz, poeta, tłumacz (zm. 1831)
- 27 kwietnia – Mary Wollstonecraft, angielska pisarka i publicystka, prekursorka feminizmu (zm. 1797)
- 14 maja – Alojzy I, książę Liechtensteinu (zm. 1805)
- 25 czerwca – William Plumer, amerykański polityk, senator ze stanu New Hampshire (zm. 1850)
- 19 sierpnia - Adriana Ferrarese, włoska śpiewaczka operowa (sopran) (zm. po 1803)
- 18 października – Ferdynand Dąbrowa-Ciechanowski, polski duchowny greckokatolicki, unicki biskup chełmski, polityk (zm. 1828)
- 26 października – Georges Danton, francuski adwokat, jeden z organizatorów i przywódców Wielkiej Rewolucji Francuskiej (zm. 1794)
- 10 listopada – Friedrich Schiller, niemiecki poeta, filozof i dramaturg (zm. 1805)

- data dzienna nieznana: 
  - Jan Choe Chang-hyeon koreański męczennik, błogosławiony katolicki (zm. 1801)
  - Jan Antoni de Potoczki, duchowny katolicki, biskup przemyski (zm. 1832)
  - Franciszek Józef Pey, francuski duchowny katolicki, męczennik, błogosławiony (zm. 1792)
  - Piotr Jakub Maria Vitalis, francuski duchowny katolicki, męczennik, błogosławiony (zm. 1792)
  - Paweł Yun Ji-chung, koreański męczennik, błogosławiony katolicki (zm. 1791)

## Zmarli
- 12 stycznia – Anna Hanowerska, księżniczka angielska, księżna Oranii-Nassau (ur. 1709)
- 14 kwietnia – Georg Friedrich Händel, kompozytor pochodzenia niemieckiego (ur. 1685)
- 28 kwietnia – Maria Ludwika od Jezusa, francuska zakonnica, błogosławiona katolicka (ur. 1684)
- 13 maja – Augustyn Działyński, wojewoda kaliski, kawaler Orderu Orła Białego (ur. 1715)
- 27 lipca – Pierre Louis Maupertuis, matematyk, fizyk, filozof i astronom francuski (ur. 1698)
- 10 sierpnia – Ferdynand VI, król Hiszpanii (ur. 1713)

## Zdarzenia astronomiczne
- widoczna kometa Halleya.

## Święta ruchome
- Tłusty czwartek: 22 lutego
- Ostatki: 27 lutego
- Popielec: 28 lutego
- Niedziela Palmowa: 8 kwietnia
- Wielki Czwartek: 12 kwietnia
- Wielki Piątek: 13 kwietnia
- Wielka Sobota: 14 kwietnia
- Wielkanoc: 15 kwietnia
- Poniedziałek Wielkanocny: 16 kwietnia
- Wniebowstąpienie Pańskie: 24 maja
- Zesłanie Ducha Świętego: 3 czerwca
- Boże Ciało: 14 czerwca